# Héctor Noesi
Héctor Noesi (né le 26 janvier 1987 à Esperanza, Valverde, République dominicaine) est un lanceur droitier de baseball qui joue dans la Ligue majeure de baseball de 2011 à 2015 et dans l'Organisation coréenne de baseball en 2016.

## Carrière
Héctor Noesi fait ses débuts dans le baseball majeur avec les Yankees de New York le 18 mai 2011. Lanceur partant dans les ligues mineures, Noesi fait son entrée comme releveur en 12e manche d'un match entre les Yankees et les Orioles de Baltimore. Le jeune dominicain lance quatre manches sans accorder de point à l'adversaire et est crédité de sa première victoire lorsque les Yankees l'emportent finalement 4-1 en 15 manches de jeu. Ses performances sont jugées suffisamment bonnes pour qu'il demeure avec le club jusqu'à la fin de la saison. Il la complète avec deux victoires, deux défaites et une moyenne de points mérités de 4,47 en 56 manches et un tiers lancées. Utilisé dans 30 matchs, il obtient même la chance d'être lanceur partant le 21 septembre face aux Rays de Tampa Bay pour remplacer d'urgence le lanceur Phil Hughes, indisposé par des maux de dos. À son second départ le 26 septembre, il encaisse la défaite après que les Rays l'aient chassé en troisième manche.
Le 23 janvier 2012, les Yankees échangent Noesi et le receveur Jesus Montero aux Mariners de Seattle contre les lanceurs droitiers Michael Pineda et Jose Campos.
En 18 matchs comme lanceur partant et 4 comme lanceur de relève en 2012, Noesi encaisse 12 défaites contre seulement 2 victoires pour les Mariners. Sa moyenne de points mérités s'élève à 5,82 en 106 manches et deux tiers lancées.
En 2013, il n'effectue qu'un départ et ajoute 11 présences en relève. Sa moyenne de points mérités se chiffre à 6,59 en 27 manches et un tiers. La seule décision dans laquelle il est impliqué est une défaite.
Après deux matchs joués pour Seattle en 2014, il est le 12 avril transféré aux Rangers du Texas. Il ne joue que 3 matchs pour les Rangers, le temps d'accorder 7 points mérités, 11 coups sûrs et deux buts-sur-balles en seulement 5 manches et un tiers lancées. Le 25 avril 2014, il est réclamé au ballottage par les White Sox de Chicago et fait ses débuts avec cette équipe le lendemain. Il effectue 28 sorties, dont 27 comme lanceur partant avec les White Sox et remporte 8 victoires contre 11 défaites, avec une moyenne de points mérités de 4,39 en 166 manches lancées. Noesi complète sa saison 2014, passée avec trois clubs, avec une moyenne de points mérités de 4,75 en 172 manches et un tiers de travail et une fiche de 8-12.
En décembre 2015, il signe un contrat de 1,7 million de dollars US pour jouer en 2016 avec les Kia Tigers, ce qui en fait le second joueur étranger le mieux payé de l'Organisation coréenne de baseball après Esmil Rogers.